# Kristien Hemmerechts
Kristien Hemmerechts (Brussel, 27 augustus 1955) is een Vlaams auteur.

## Literair werk
Kristien Hemmerechts (officieel wordt haar voornaam gespeld als Christien) is de auteur van romans, verhalen, reisverhalen en essays. Ook heeft zij een aantal scenario's voor korte films geschreven. De motor van haar werk is het verlangen inzicht te verwerven in menselijk handelen en menselijke verhoudingen: waarom doen mensen wat ze doen; wat speelt er zich af achter de façade, de neergelaten rolluiken, de maskers; wat gaat er om in de hoofden van mensen, of in hun hart; valt dit überhaupt te achterhalen?
Zij debuteerde in 1986 als schrijfster van fictie met drie Engelstalige verhalen in de bundel First fictions, Introduction 9' bij de Engelse uitgeverij Faber and Faber. Haar Nederlandstalige debuut en eerste korte roman was Een zuil van zout uit 1987, bij uitgeverij Houtekiet, waarvoor zij de driejaarlijkse Prijs voor het proza, van de provincie Brabant ontving. In 1990 kreeg zij de Vlaamse driejaarlijkse Prijs van de Vlaamse gemeenschap voor verhalend proza. Vanuit Nederland volgden in 1993 een nominatie voor de AKO Literatuurprijs voor Kerst en andere liefdesverhalen, en de eerste Frans Kellendonk-prijs voor haar gehele oeuvre. In 1998 verscheen Taal zonder mij, een autobiografisch essay over Hemmerechts' in 1997 overleden echtgenoot, de Vlaamse dichter Herman de Coninck. In 2007 werd zij genomineerd voor de Anna Bijns Prijs voor De waar gebeurde geschiedenis van Victor en Clara Rooze.
Naast fictie schrijft Hemmerechts non-fictie, onder andere Ann (2008), over een vrouw met chronische anorexia. In 2012 speelde het boek een belangrijke rol in de zaak rond Walter Vandereycken, de psychiater die door zijn eigen getuigenis in het programma Terzake in opspraak kwam. Het boek werd door Hemmerechts bewerkt voor het toneel, en gebracht samen met Marleen Merckx in een regie van Warre Borgmans.
Hemmerechts begon te publiceren bij Houtekiet. Na drie publicaties stapte ze over naar De Arbeiderspers en volgde vervolgens haar vaste redacteur naar uitgeverij Atlas. In 2009 stapte ze over naar De Geus. Werk van haar werd vertaald in het Bulgaars, het Duits, het Engels, het Frans, het Grieks, het Hongaars, het Pools, het Spaans, het Tsjechisch, het Zweeds, het Servokroatisch, het Sloveens en het Russisch.
Hemmerechts stijl en techniek kenmerken zich door een tamelijk afstandelijke registratie van gebeurtenissen en gedachtes; rechtstreeks ingrijpen in een verhaalgebeurtenis doet zij nauwelijks. Zij toont – zonder te moraliseren – personages en gebeurtenissen die vastlopen. Vaak vertrekken haar romans vanuit een eenvoudig en herkenbaar gegeven (een sterfgeval, een scheiding), waar vervolgens verschillende verhaallijnen en personages omheen opgezet worden die een complex netwerk opleveren.
Hemmerechts maakt in haar boeken vrij veel plaats voor de beleving van de (vrouwelijke) seksualiteit, waardoor zij er vroeger nog weleens van beschuldigd werd bewust te willen provoceren. De vrouw die de honden eten gaf (2014), geïnspireerd door de zaak Dutroux, deed veel stof opwaaien, vooral in Vlaanderen, waar Hemmerechts verdacht werd van sensatiezucht. In Nederland was de ontvangst rustiger. De roman verscheen in het Frans bij Galaade en Livre de poche, in het Engels bij World Editions, en in het Zweeds bij Rámus Förlag. Het werd ook bewerkt voor het toneel en gebracht door Het Zuidelijk Toneel in een regie van Julie Van den Berghe met Marie Louise Stheins in de hoofdrol. Het stuk werd in Engelse vertaling opgevoerd tijdens het Woordfees in Kaapstad in 2023 met Lee-Ann van Rooi in de hoofdrol.

## Onderwijs en wetenschap
Hemmerechts studeerde Germaanse filologie, kandidaturen aan de Universitaire Faculteiten Sint-Aloysius (de tegenwoordige Katholieke Universiteit Leuven campus Brussel) en licenties aan de Katholieke Universiteit Leuven. In 1986 promoveerde zij op het proefschrift A Plausible Story and a Plausible Way of Telling It: A structuralist analysis of Jean Rhys's novels, dat in 1987 wordt uitgegeven bij Peter Lang te Frankfurt am Main.
Samen met Wim Neetens organiseert zij in 1988 het eerste congres in Vlaanderen over feministische literatuurtheorie:  ‘Vrouwelijkheid, mannelijkheid, literatuur’ aan de Universitaire Instelling Antwerpen. De resultaten van de bijdragen aan dit congres bundelen zij in Vrouwelijkheid mannelijkheid literatuur (ALW-cahier, nr. 6).
In oktober 1992 werd ze deeltijds hoofddocente Engelse letterkunde aan de Katholieke Universiteit Brussel (nu de KU Leuven campus Brussel). Sinds februari 1999 doceerde ze ook creatief schrijven aan het Herman Teirlinck Instituut in Antwerpen, tegenwoordig Hogeschool Antwerpen Departement Dramatische Kunst genaamd. Sinds oktober 2020 is ze met emeritaat. Sindsdien geeft ze Nederlands aan nieuwkomers als vrijwilliger in de talenschool van Tutti Merksem.
In 2008 stelde ze het negentiende Groot Dictee der Nederlandse Taal op, met als titel Hartenpijn. Hiermee was ze ook de eerste Vlaming die het dictee opstelde.
Van mei 2012 tot mei 2013 was zij Schrijver Op Locatie aan de Vrije Universiteit Amsterdam. In die rol heeft zij een bijdrage geleverd aan het jaarthema 2012/2013 van de VU: "Verbeelding gezocht!" Als onderdeel van deze opdracht schreef ze een eerste, korte versie van de roman De vrouw die de honden eten gaf met als titel Uitgespuwd.
In 2016 mag ze in Rotterdam de tweede editie van Woordnachtfestival openen met de eerste Anna Blamanlezing onder de titel ‘Hoe creatief schrijven de wereld kan redden’.
In samenwerking met Heddy Honigmann schreef ze het scenario voor een documentaire over Heddy Honingmann, getiteld No hay camino (2021). Ze trad in deze documentaire ook op als haar gesprekspartner.

## Persoonlijk leven
Kristien Hemmerechts is de dochter van Karel Hemmerechts, een Vlaams journalist, radiopresentator en directeur informatie bij de BRTN. Haar moeder Liliane Verhaeghe was lerares Latijn.
Op 25 augustus 2007 trouwde ze te Berchem met de West-Vlaamse Bart Castelein, met wie ze sinds 1999 een liefdesrelatie had. Als "Casteleintje" komt hij veelvuldig voor in Een jaar als (g)een ander en V, notities bij een reis naar Vietnam. Eerder was Hemmerechts getrouwd met de Brit Stephen Smith, met wie ze drie kinderen kreeg, en met de dichter Herman de Coninck. Over de wiegendood van haar twee zoontjes heeft ze het verhaal Sprookje geschreven (opgenomen in de bundel Kerst en andere liefdesverhalen).
Hemmerechts was in de jaren negentig voorzitster van de Vlaamse tak van de Anna Bijnsstichting, en heeft altijd een feministisch standpunt verdedigd. Typisch voorbeeld is haar essay in Bok 11 (1987) naar aanleiding van Mooie jonge goden, de toenmalige zogeheten nieuwe generatie Vlaamse schrijvers waartoe geen enkele vrouw werd gerekend.
Hemmerechts was jaren actief als recensente voor Vrij Nederland, De Morgen, De Standaard en De Volkskrant. Ze staat bekend als opiniemaker met deelname aan programma’s als Morgen Beter, Recht van Antwoord en De Afspraak. Ze schreef een tweewekelijkse blog voor de website van de VRT.
Van 2004 tot 2014 was ze ‘meter’ (beschermvrouw) van Te Gek?!, een stichting die ijvert voor het slopen van de taboes om en rond psychische aandoeningen.
Naar aanleiding van de Canvas-reeks Kinderen van de collaboratie begon ze zich actief te verdiepen in de geschiedenis van de Tweede Wereldoorlog, wat resulteerde in de publicaties Het verdriet van Vlaanderen: op pad met Hein en Toon, tweeling van de collaboratie (De Geus, 2019), Hubertina (De Geus, 2021) en Ik zal alles verdragen, ook mezelf: uit de dagboeken en briefwisseling van Leopold Flam (De Geus, 2023, met Guido Van Wambeke).
Sinds voorjaar 2021 woont ze opnieuw wekelijks de katholieke mis bij, wat niet onopgemerkt bleef. Herhaaldelijk getuigde ze over haar "recommencement", wat ook resulteerde in Van ver gekomen (De Geus, 2024).
Planetoïde (12354) Hemmerechts is naar haar genoemd.
Kristien Hemmerechts droeg in 2021 haar persoonlijk archief over aan het Letterenhuis te Antwerpen.

## Prijzen
- 1987 - Provinciale Prijs voor Letterkunde, Brabant voor Een zuil van zout
- 1988 - Nominatie voor de NCR-prijs voor Weerberichten
- 1990 - Driejaarlijkse Staatsprijs voor Verhalend Proza voor de verhalenbundels Weerberichten en ’s Nachts en de roman Brede heupen
- 1993 - Nominatie voor de AKO-literatuurprijs met Kerst en andere liefdesverhalen
- 1993 - Frans Kellendonk-prijs voor haar gehele oeuvre
- 1999 - Nominatie voor de Prix Jean Monnet de Littérature Européenne voor Zonder grenzen
- 2007 - Nominatie voor de Anna Bijns Prijs voor De waar gebeurde geschiedenis van Victor en Clara Rooze

### Fictie
- Een zuil van zout, 1987 (novelle)
- Weerberichten, 1988 (korte verhalen)
- Brede heupen, 1989 (roman)
- 's Nachts, 1989 (korte verhalen)
- Zonder Grenzen, 1991 (roman)
- Kerst en andere liefdesverhalen, 1992 (korte verhalen)
- Zegt zij, zegt hij, 1992 (bundeling korte verhalen uit Weerberichten en 's Nachts)
- Wit zand, 1993 (roman)
- Lang geleden, 1994 (verhalen)
- Amsterdam Retour, 1995 (reisverhalen)
- Veel vrouwen, af en toe een man, 1995 (roman)
- Kort kort lang, 1996 (korte verhalen)
- Margot en de engelen, 1997 (roman)
- De tuin der onschuldigen, 1999 (roman)
- De kinderen van Arthur, 2000 (roman)
- Donderdagmiddag. Halfvier., 2002 (roman)
- De laatste keer, 2004 (roman)
- De waar gebeurde geschiedenis van Victor en Clara Rooze, 2005 (roman)
- De schapen en de bokken, 2005 (Rotterdams Leescadeau)
- Als een kinderhemd, 2006 (verhalen)
- In het land van Dutroux, 2007 (roman)
- Kleine zielen, 2009 (roman)
- Gitte, 2010 (roman)
- Haar bloed, 2012 (roman)
- De vrouw die de honden eten gaf, 2014 (roman)
- Ik ben van u, 2014 (korte verhalen in opdracht van De Bijenkorf)
- Alles verandert, 2015 (roman)
- Wolf, 2018 (roman)
- Ik ben Emma, 2020 (roman)
- Hubertina, 2022 (roman)

### Non-fictie
- Altijd met uw gezever, gij, 1996 (essay)
- Taal zonder mij, 1998 (biografie Herman de Coninck)
- O, toen alles nog voorbij kon gaan, 2000 (columns 1995-2000)
- Een jaar als (g)een ander: dagboek: 5 februari 2001-15 februari 2002, 2003 (dagboek)
- V, notities bij een reis naar Vietnam, 2004 (reisverslag)
- Ann, 2008
- De man, zijn penis en het mes, 2008 (pamflet)
- De dood heeft mij een aanzoek gedaan, 2010
- Lettres du plat pays, 2010[8]
- Kronkelpaden van het geheugen, 2012
- Er gebeurde dit, er gebeurde dat, 2016
- Het verdriet van Vlaanderen, op pad met Hein en Toon, tweeling van de collaboratie, 2019
- Ik zal alles verdragen, ook mezelf: uit de dagboeken en briefwisseling van Leopold Flam, 2023, met Guido Van Wambeke
- Van ver gekomen, 2024

### Overige
- Literatuur na de dood, 1998 (L-P Boonlezing)
- Hotel Terminus, 2008 (boekenweekessay)
- Vermiljoen, 2011 (matchbox-boekje)
- Ik ben KameLeon, 2015 (kinderboek; ill. An Candaele)
- Schrijven, kun je dat leren?, 2016 (handboek)
- Hoe creatief schrijven de wereld kan redden, 2016 (Anna Blamanlezing)
- Big wordt Beer, 2017 (kinderboek; ill. An Candaele)
- Het meisje dat dacht dat ze een katje was, 2018 (kinderboek; ill. Soetkine Aps)
- Vijf mama’s voor OliFant, 2019 (kinderboek; ill. An Candaele)
- Het einde van de affaire, Graham Greene (nawoord)
- Mijn moeder de Romein, 2021 (Homeruslezing)